# تريفلومورون
تريفلومورون هو المكون النشط في بعض إيغرس (منظمي نمو الحشرات). إيثر عطري، مركب عضوي فلوري من فئة البنزويلوريا وعضو مونوكلوروبنزين.